# Annona globiflora
Annona globiflora este o specie de plante angiosperme din genul Annona, familia Annonaceae, descrisă de Diederich Franz Leonhard von Schlechtendal. Conform Catalogue of Life specia Annona globiflora nu are subspecii cunoscute.